# Distretto di Pru
Il distretto di Pru  (ufficialmente Pru District, in inglese) era un distretto della regione di Brong-Ahafo del Ghana.
Nel 2008 è stato soppresso, il territorio, che da allora fa parte della regione di Bono Est, è stato suddiviso nei distretti di Pru Est (capoluogo: Yeji) e Pru Ovest (capoluogo: Prang).